# Енджел Саммерс
Е́нджел Са́ммерс (англ. Angell Summers; нар. 29 травня 1987, Шартр) — французька телеакторка та ведуча, колишня порноакторка.

## Біографія
Народилася в Шартрі (Франція) 29 травня 1987 року. 
На початку 2007 почала працювати моделлю і танцювала стриптиз. У травні 2008 потрапила в порноіндустрію. У 2009 році виграла нагороду Hot d'Or в категорії «Найкраща французька старлетка», а в 2011 році нагороду SHAFTA в категорії «Найкраща іноземна акторка». 
Знялася в непорнографічному телесеріалі Q.I. і вела розмовне шоу про сексуальність на Fun Radio. Крім того, організувала компанію Climax. 
У вересні 2013 року оголосила про вихід з порноіндустрії, знявшись у понад 80 порнофільмах.

## Премії та номінації
| Рік  | Премія        | Категорія                     | Прим. |
| ---- | ------------- | ----------------------------- | ----- |
| 2009 | Hot d'Or      | Найкраща французька старлетка | [ 8 ] |
| 2011 | SHAFTA Awards | Найкраща іноземна акторка     | [ 9 ] |

## Фільмографія
- Amazing Asses 2
- My Wife’s Hot Friend 18
- Totally Loaded
- French Angels
- Babysitter 6
- Scandale dans la famille
- Ghborhood Swingers 6
- High Heels and Panties 2
- Dairyere The Moovie
- Buttman’s Stretch Class 12